# Samúel Jónsson
Samúel Jónsson (Arnarfjörður, 15 settembre 1884 – Brautarholt, 5 gennaio 1969) è stato uno scultore e pittore islandese.

## Biografia
Samuel Jónsson nasce a Arnarfjörður da Jón Þorsteinsson e Guðríður Guðmundsdóttir. Perde il padre all'età di quattro anni e insieme alla madre si trasferisce a Brautarholt nella valle isolata del Selárdalur. Qui, la madre diventerà una governante per un signore d'affari locale. Successivamente, si spostano a Tóft sempre nella stessa valle, dove Jónsson costruisce una casa. Pochi anni dopo, insieme alla madre, si stazionano a Neðri-Uppsalir sempre appartenente alla stessa valle. Dopo la morte della madre nel 1916, viene assunto come governante per una donna chiamata Salóme Samúelsdóttir che diventerà sua moglie. Da questa relazione avrà tre figli che moriranno in giovane età. I due, vivono assieme tra il 1927 e il 1947 a Krossdal dove Samuel costruisce una casa e un fienile.
Nel 1947 si trasferiscono a Brautarholt in Selárdalur, ma la moglie morirà poco tempo dopo. All'età di 65 anni va in pensione, così da potersi dedicare all'arte, un interesse che ha portato fin da piccolo. Soprannominato l'artista con il cuore di un bambino, ha riprodotto una replica della fontana dei leoni. Nelle sue sculture rappresenta la fauna e la storia islandese riproducendo delle foche, trichechi, ippocampi e anatre. Per i suoi progetti, Jónsson usa un misto tra sabbai e cemento, motivo del degrado delle sue installazioni. Le sue opere riprendono l'arte naïf. Inoltre, ha prodotto varie sculture, una chiesa e una galleria. Oltre ad essere un contadino è anche stato un artista folk e ha dipinto quadri ad olio.
Jónsson muore nel 1969 in solitudine, sepolto nella fattoria. Nel 1976, le sue opere sono state inserite in un piano di conservazione e trasportate al ASÍ Museum di Reykjavík. Invece, nel natale 1981 esce un'intervista del politico islandese Hannibal Valdimarsson sull'artista.
Inizialmente, con la sua morte, nessuno si è preso in carico le opere dell'artista. Con lo sfollamento della valle (l'ultimo cittadino ad abbandonare la valle è avvenuto nel 2010), questa condizione si è aggravata. Nel 1998 viene creata l'associazione "Listasafn Samúels", che insieme al Dipartimento dell'Agricoltura islandese ha iniziato l'opera di ripristino sia del territorio che delle opere prodotte da Jónsson. Dopo essere stato restaurato,  la zona è diventata il "Museo d'arte di Samúel Jónsson" che comprende una casa, una chiesa costruita dallo stesso scultore dopo il rifiuto di ospitare un'opera nella chiesa locale, una cerchia di leoni e la casa privata dell'artista. Nel museo vengono anche organizzati laboratori e seminari dal 2004 da parte dell'associazione SEEDS.
Nel 1999 è stato dedicato un documentario alla vita e alle opere di Jónsson chiamato Concrete Dreams (nome originale Steyptir Draumar) di Kári G. Schram e Ólafur J. Engilbertsson, contenente alcune interviste ad amici dell'artista.